# Porcari
Porcari est une commune de la province de Lucques, dans la région Toscane, en Italie.

## Administration
| Période                                  | Période  | Identité        | Étiquette           | Qualité         |
| ---------------------------------------- | -------- | --------------- | ------------------- | --------------- |
| mai 2002                                 | mai 2007 | Luigi Rovai     | La Margherita       | homme politique |
| depuis mai 2007                          | En cours | Alberto Baccini | Partito Democratico |                 |
| Les données manquantes sont à compléter. |          |                 |                     |                 |

### Hameaux
Rughi, Padule, La Fratina.

### Communes limitrophes
Altopascio, Capannori, Montecarlo.